# Finlandia Trophy de 2013
Finlandia Trophy de 2013 foi a décima oitava edição do Finlandia Trophy, um evento anual de patinação artística no gelo organizado pela Associação Finlandesa de Patinação Artística (em finlandês:  Suomen Taitoluisteluliitto ry). A competição foi disputada entre os dias 4 de outubro e 6 de outubro, na cidade de Espoo, Finlândia.

## Eventos
- Individual masculino
- Individual feminino
- Dança no gelo
- Patinação sincronizada

## Medalhistas
| Evento                          | Ouro                               | Prata                                       | Bronze                                     |
| Individual masculino detalhes   | Yuzuru Hanyu · Japão               | Sergei Voronov · Rússia                     | Artur Gachinski · Rússia                   |
| Individual feminino detalhes    | Julia Lipnitskaia · Rússia         | Akiko Suzuki · Japão                        | Elizaveta Tuktamysheva · Rússia            |
| Dança no gelo detalhes          | Tessa Virtue · Scott Moir · Canadá | Madison Chock · Evan Bates · Estados Unidos | Justyna Plutowska · Peter Gerber · Polônia |
| Patinação sincronizada detalhes | Team Unique · Finlândia            | Team Paradise · Rússia                      | Marigold IceUnity · Finlândia              |

## Resultados

### Individual masculino
| Pos.              | Nome              | Nacionalidade  | Pontos | PC         | PL          |
| ----------------- | ----------------- | -------------- | ------ | ---------- | ----------- |
| Medalha de ouro   | Yuzuru Hanyu      | Japão          | 265.59 | 84.66 (1)  | 180.93 (1)  |
| Medalha de prata  | Sergei Voronov    | Rússia         | 241.37 | 79.74 (2)  | 161.63 (2)  |
| Medalha de bronze | Artur Gachinski   | Rússia         | 212.90 | 67.34 (6)  | 140.89 (3)  |
| 4                 | Richard Dornbush  | Estados Unidos | 206.71 | 65.82 (8)  | 140.89 (4)  |
| 5                 | Jorik Hendrickx   | Bélgica        | 199.75 | 69.18 (4)  | 130.57 (6)  |
| 6                 | Douglas Razzano   | Estados Unidos | 199.31 | 71.89 (3)  | 127.42 (7)  |
| 7                 | Maciej Cieplucha  | Polônia        | 197.51 | 66.86 (7)  | 130.65 (5)  |
| 8                 | Kento Nakamura    | Japão          | 192.53 | 67.83 (5)  | 119.58 (8)  |
| 9                 | Viktor Romanenkov | Estônia        | 180.35 | 60.77 (10) | 119.58 (9)  |
| 10                | Matthias Versluis | Finlândia      | 171.40 | 62.36 (9)  | 109.04 (10) |
| 11                | Martin Rappe      | Alemanha       | 157.79 | 52.08 (12) | 105.71 (11) |
| 12                | Valtter Virtanen  | Finlândia      | 151.57 | 53.90 (11) | 97.67 (12)  |
| 13                | Viktor Zubik      | Finlândia      | 145.45 | 48.67 (14) | 96.78 (13)  |
| 14                | Antonio Panfili   | Itália         | 144.99 | 51.52 (13) | 93.47 (14)  |

### Individual feminino
| Pos.              | Nome                   | Nacionalidade  | Pontos | PC         | PL         |
| ----------------- | ---------------------- | -------------- | ------ | ---------- | ---------- |
| Medalha de ouro   | Julia Lipnitskaia      | Rússia         | 191.31 | 65.49 (1)  | 125.82 (1) |
| Medalha de prata  | Akiko Suzuki           | Japão          | 180.54 | 64.57 (2)  | 115.97 (3) |
| Medalha de bronze | Elizaveta Tuktamysheva | Rússia         | 173.45 | 52.13 (6)  | 121.32 (2) |
| 4                 | Mirai Nagasu           | Estados Unidos | 164.51 | 54.01 (4)  | 110.50 (4) |
| 5                 | Vanessa Lam            | Estados Unidos | 152.28 | 56.31 (3)  | 95.97 (6)  |
| 6                 | Isabelle Olsson        | Suécia         | 150.45 | 52.17 (5)  | 98.28 (5)  |
| 7                 | Juulia Turkkila        | Finlândia      | 129.73 | 45.61 (7)  | 84.12 (7)  |
| 8                 | Risa Shoji             | Japão          | 124.90 | 44.71 (8)  | 80.19 (8)  |
| 9                 | Rosaliina Kuparinen    | Finlândia      | 122.91 | 43.81 (9)  | 79.10 (9)  |
| 10                | Giada Russo            | Itália         | 119.60 | 43.51 (10) | 76.09 (10) |
| 11                | Isabelle Pieman        | Bélgica        | 112.65 | 37.56 (12) | 75.09 (11) |
| 12                | Carol Bressanutti      | Itália         | 110.76 | 36.54 (13) | 74.22 (12) |
| 13                | Gerli Liinamae         | Estônia        | 106.11 | 32.82 (14) | 73.29 (13) |
| 14                | Seidi Rantanen         | Finlândia      | 103.24 | 38.11 (11) | 65.13 (14) |
| WD                | Fleur Maxwell          | Luxemburgo     | —      | — (WD)     |            |

### Dança no gelo
| Pos.              | Nome                                  | Nacionalidade  | Pontos | DC         | DL         |
| ----------------- | ------------------------------------- | -------------- | ------ | ---------- | ---------- |
| Medalha de ouro   | Tessa Virtue / Scott Moir             | Canadá         | 167.87 | 67.23 (1)  | 100.64 (1) |
| Medalha de prata  | Madison Chock / Evan Bates            | Estados Unidos | 143.06 | 53.34 (2)  | 89.72 (2)  |
| Medalha de bronze | Justyna Plutowska / Peter Gerber      | Polônia        | 131.71 | 51.25 (3)  | 80.46 (4)  |
| 4                 | Isabella Tobias / Deividas Stagniunas | Lituânia       | 130.33 | 48.89 (5)  | 81.44 (3)  |
| 5                 | Henna Lindholm / Ossi Kanervo         | Finlândia      | 124.33 | 49.46 (4)  | 74.87 (5)  |
| 6                 | Irina Shtork / Taavi Rand             | Estônia        | 119.65 | 48.46 (6)  | 71.19 (6)  |
| 7                 | Shari Koch / Christian Nuchtern       | Alemanha       | 113.72 | 44.98 (8)  | 68.74 (7)  |
| 8                 | Ramona Elsener / Florian Roost        | Suíça          | 109.17 | 46.11 (7)  | 63.06 (8)  |
| 9                 | Olesia Karmi / Max Lindholm           | Finlândia      | 101.20 | 38.52 (9)  | 62.68 (9)  |
| 10                | Cecilia Törn / Jussiville Partanen    | Finlândia      | 98.85  | 37.81 (10) | 61.04 (10) |

### Patinação sincronizada
| Pos.              | Equipe            | Nacionalidade | Pontos | PC        |
| ----------------- | ----------------- | ------------- | ------ | --------- |
| Medalha de ouro   | Team Unique       | Finlândia     | 67.07  | 67.07 (1) |
| Medalha de prata  | Team Paradise     | Rússia        | 64.17  | 64.17 (3) |
| Medalha de bronze | Marigold IceUnity | Finlândia     | 60.09  | 60.09 (3) |
| 4                 | Rockettes         | Rússia        | 58.69  | 58.69 (4) |
| 5                 | Revolutions       | Finlândia     | 48.17  | 48.17 (5) |

## Quadro de medalhas
| Ordem | País           | Medalha de ouro | Medalha de prata | Medalha de bronze |    | Ordem por total |
| ----- | -------------- | --------------- | ---------------- | ----------------- | -- | --------------- |
| 1     | Rússia         | 1               | 2                | 2                 | 5  | 1               |
| 2     | Japão          | 1               | 1                |                   | 2  | 2               |
| 3     | Finlândia      | 1               |                  | 1                 | 2  | 2               |
| 4     | Canadá         | 1               |                  |                   | 1  | 4               |
| 5     | Estados Unidos |                 | 1                |                   | 1  | 4               |
| 6     | Polónia        |                 |                  | 1                 | 1  | 4               |
| TOTAL | TOTAL          | 4               | 4                | 4                 | 12 | —               |